# Nikon Coolpix 8700
Nikon Coolpix 8700 je digitalni kompaktni fotoaparat podjetja Nikon. Na tržišče je prišel 28. januarja 2004 in ni več v proizvodnji. Lahko snema digitalne fotografske posnetke z največjo ločljivostjo 8,0 megapikslov (efektivno) in ima 8× optično/4× digitalno povečavo. Spada v Nikonovo serijo Coolpix v družino 8xxx.
- Varovalo objektiva HR-E5700
- Spodnji del 0,8× širokokotnega konvertirnega objektiva WC-E80
- Bočna stfan objektiva WC-E80
- Zgornja stran objektiva WC-E80
- Adapter za objektiv UR-E8